# 蒂塔加尔
蒂塔加尔（Titagarh），是印度西孟加拉邦North Twentyfour Parganas县的一个城镇。总人口124198（2001年）。

## 人口
该地2001年总人口124198人，其中男性70608人，女性53590人；0—6岁人口12063人，其中男6264人，女5799人；识字率66.58%，其中男性为73.66%，女性为57.26%。